# Cordyceps
A Cordyceps a tömlősgombák törzsébe tartozó nemzetség, amelynek több mint 400 azonosított faján kívül még számos faja vár a felfedezésre és a beazonosításra. Minden egyes Cordiceps faj élősködő, amelyek elsősorban rovarok és más élőlények testéből táplálkoznak, míg egyes fajaik más gombafajok termőtestének tápanyagait élik fel. E nem legjobban megismert fajtája a Cordyceps sinensis, amelyet Tibetben a 15. században jegyeztek fel először. Nepálban yarsha gumba néven ismerik. A latin etimológia szerint a cord ütőt, míg a ceps kifejezés fejet jelent, miközben a sinensis kifejezés a kínai, Kínából származó dolgokat jelöli. A Cordyceps sinensist leginkább hernyókon élősködő gombafajként tartjuk számon.  A távolkeleti orvoslásban, akár a hagyományos kínai gyógyászatot, akár a  hagyományos tibeti orvoslást vesszük alapul, mindkettőben gyógyhatást tulajdonítanak e gombafajnak.
Mikor egy Cordyceps gomba megtámad egy gazdatestet, a gomba gombafonalai behatolnak a test szöveteibe, miközben a hengeres egy szálból, vagy elágazva akár több szálból bonyolultabb formában felépülő termőtest kifejlődik. A termőtest (ascocarp) végén kifejlődik a feltehetően fertőző spórákat tartalmazó spóratok, amely felhasadása után nagy mennyiségű spórát juttat a levegőbe. 
Néhány Cordyceps faj képes a rovarok viselkedését befolyásolva megtelepedni azok testén, amíg az el nem pusztul. Ezzel biztosítja saját maga számára az élősködő a megfelelő hőmérsékletet és páratartalmat és a gombaspórák maximális terjesztését. Több jel is arra mutat, hogy már 48 millió évvel ezelőtt is képesek voltak ezek a gombák befolyásolni a gazdatestük viselkedését. E nyomokat több millió éves fosszíliákon sikerült fellelniük a kutatóknak. A nem tagjai világszerte elterjedtek, de különösen a trópusi párás éghajlaton váltak igazán gyakorivá, elsősorban Kína, Thaiföld, Nepál, Japán, Korea, Vietnam trópusi vidékein, főleg ott, ahol a párás forróság kedvező élettani környezetet biztosít számukra.

## Képgaléria

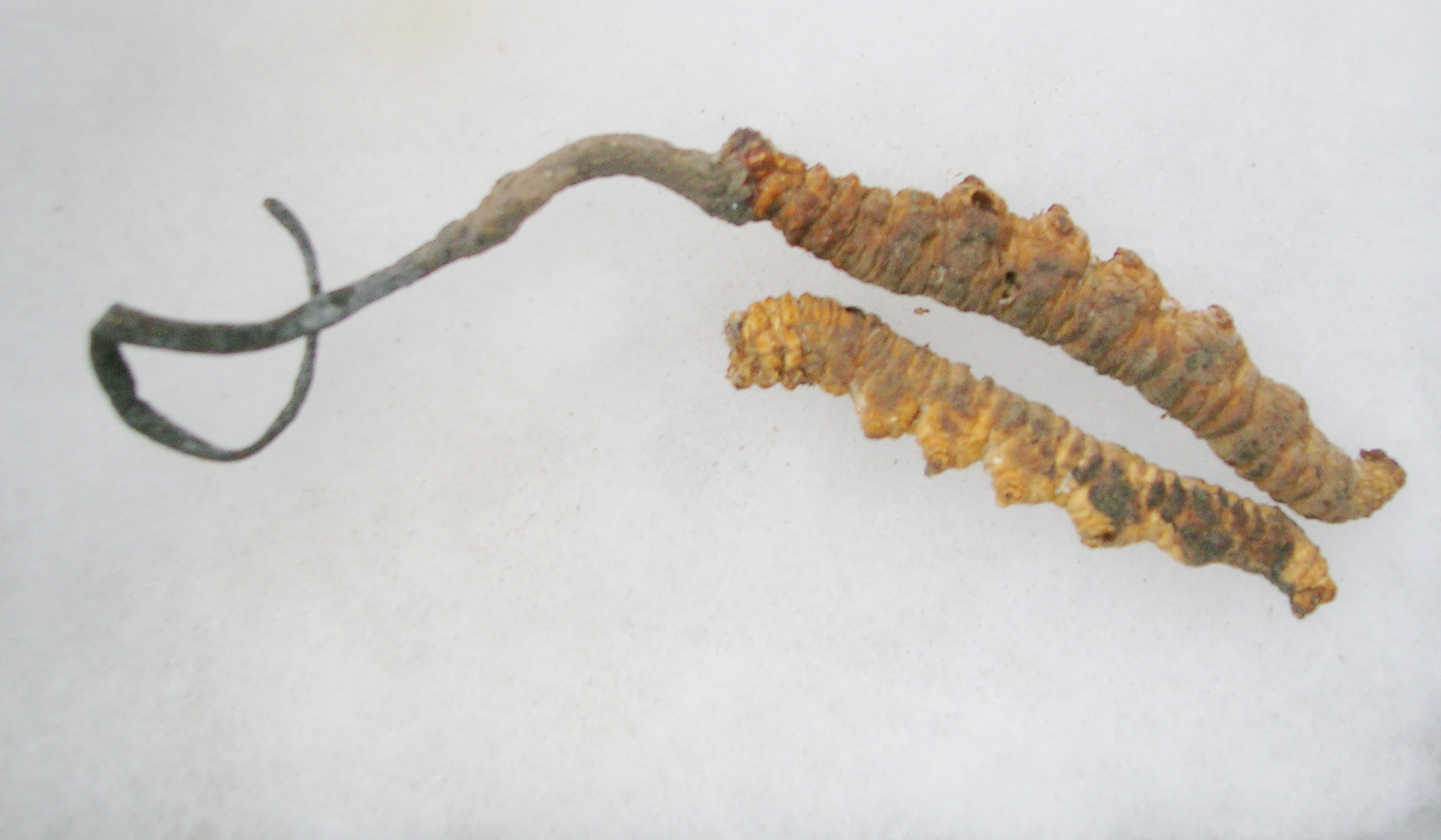
Cordyceps sinensis
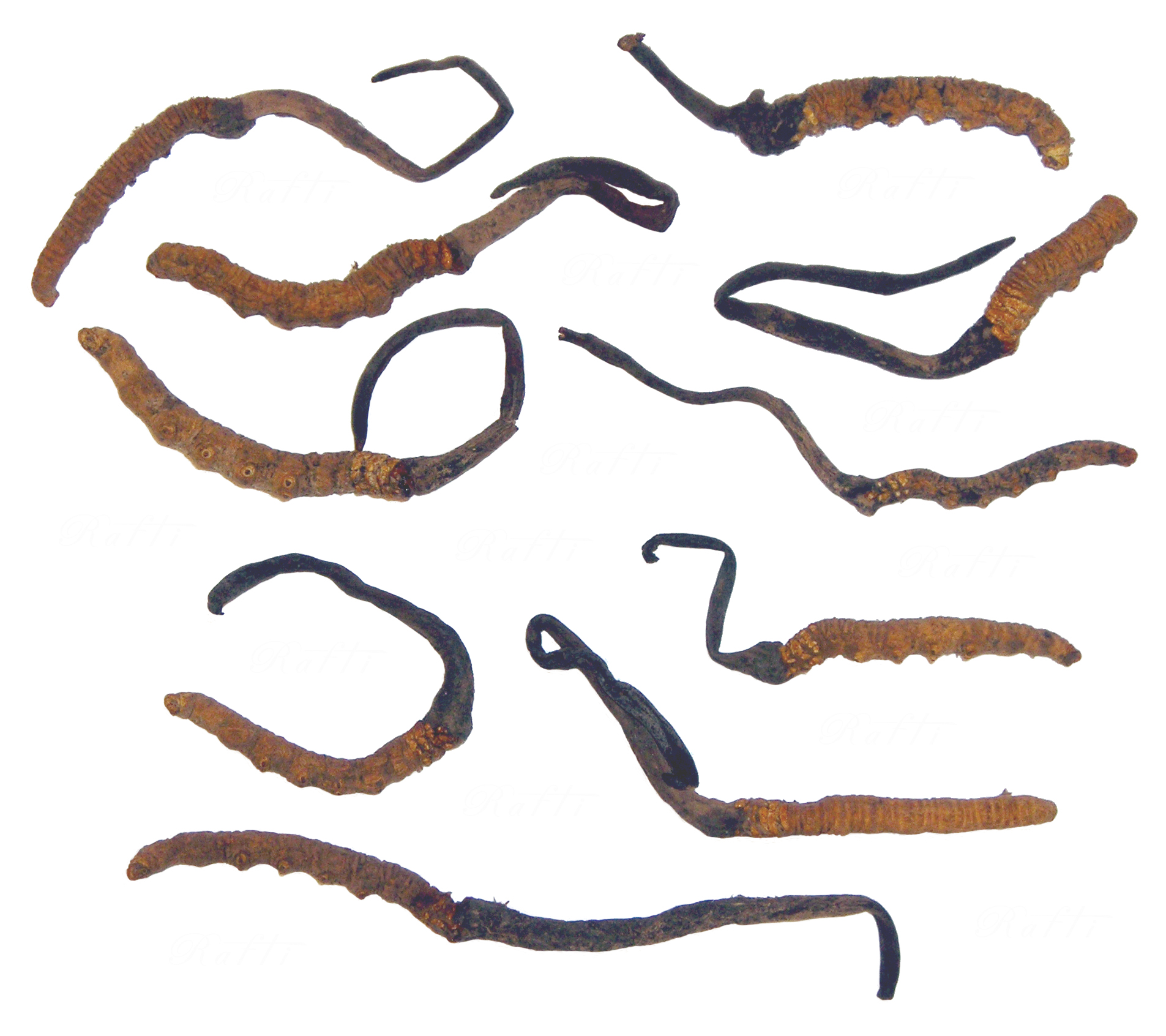
Cordyceps sinensis, amelyet hernyógombának is neveznek.
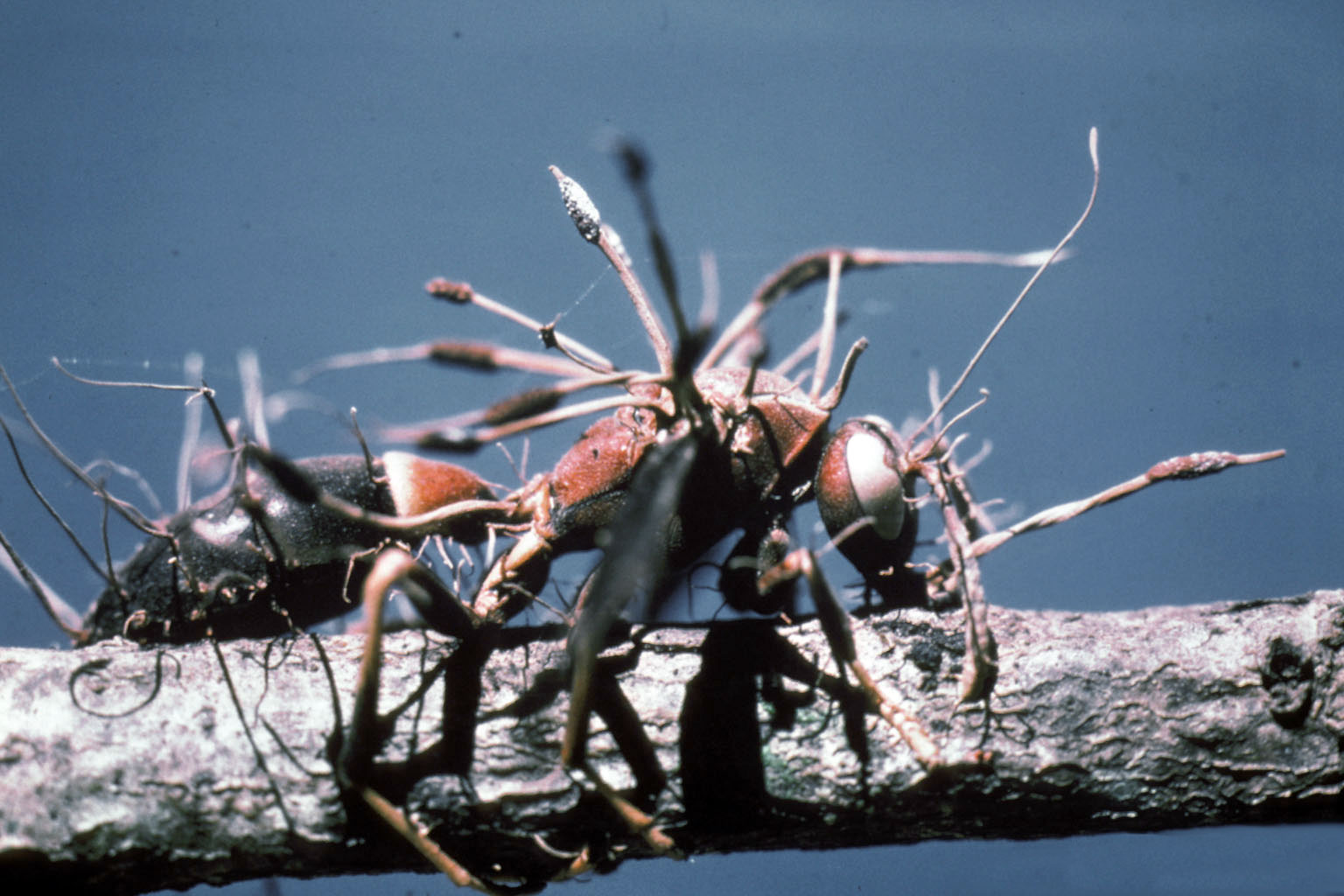
Cordyceps növekedésének elkezdődése egy rovar testén.
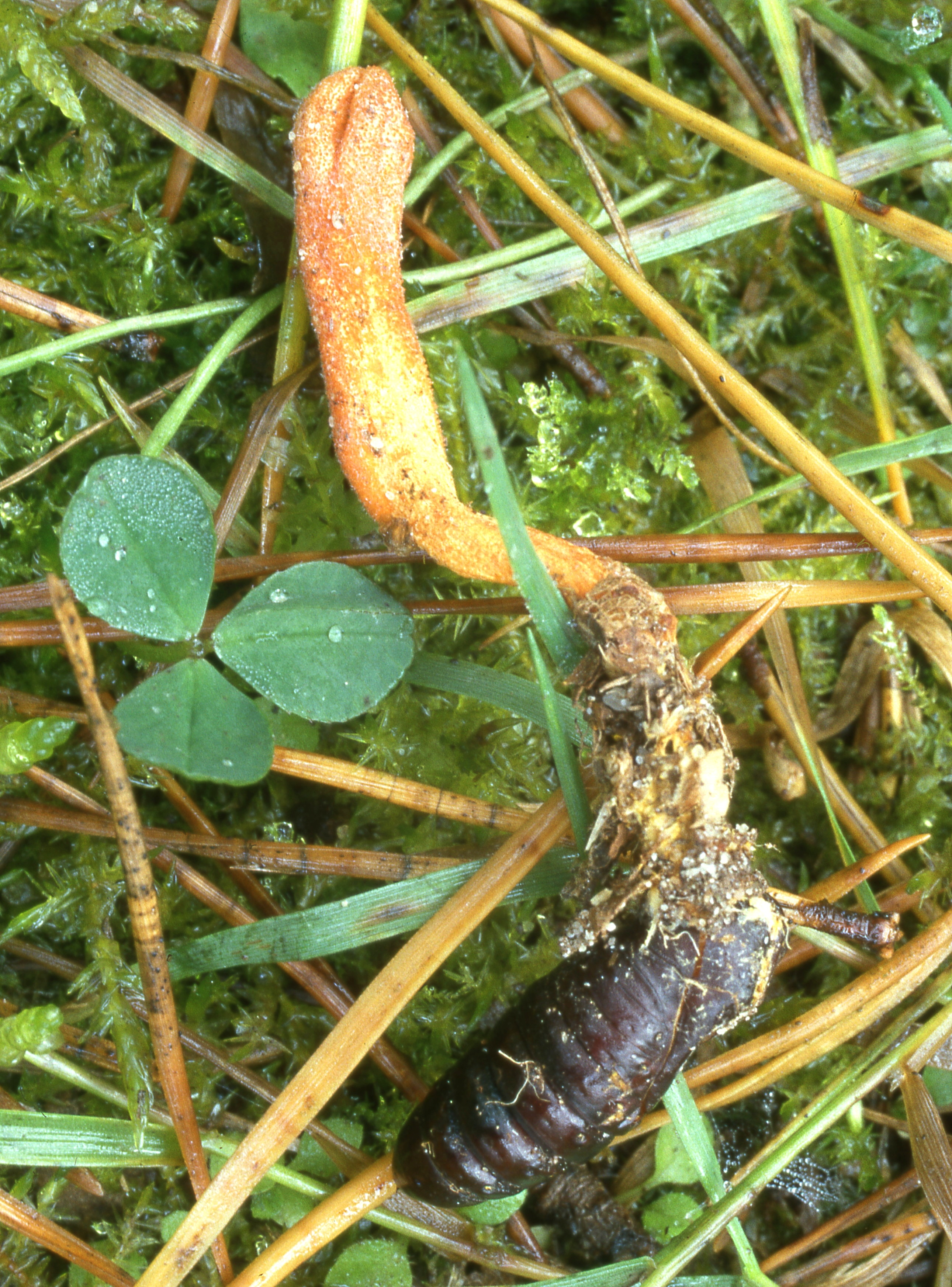
Cordyceps militaris
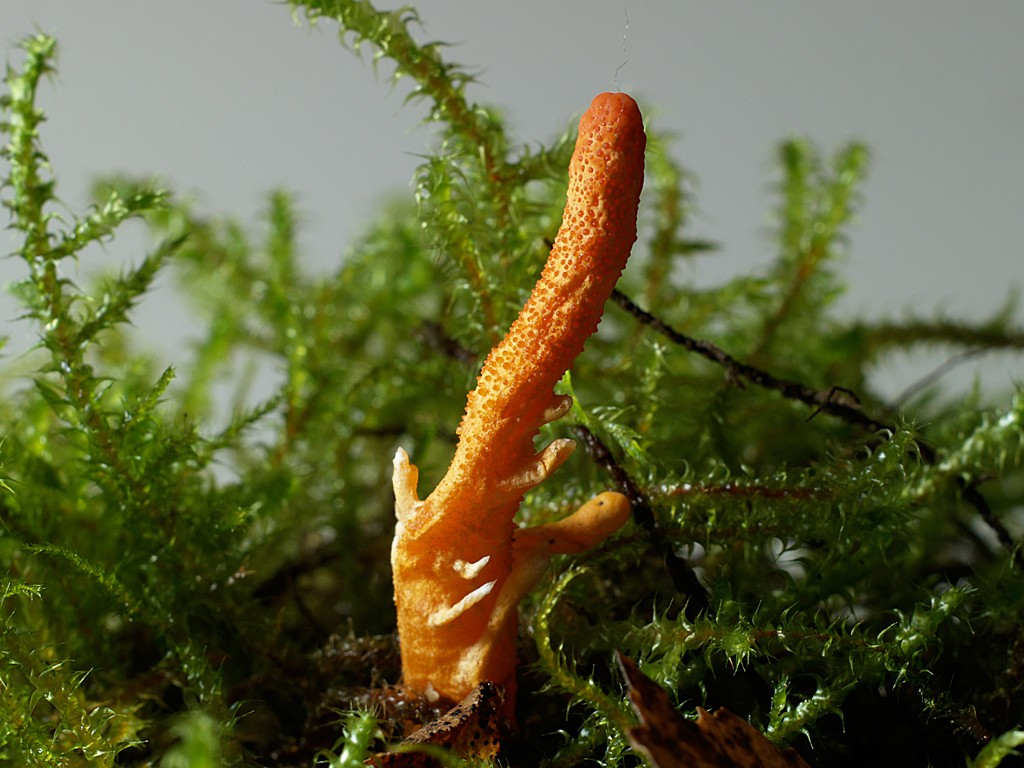
Cordyceps militaris
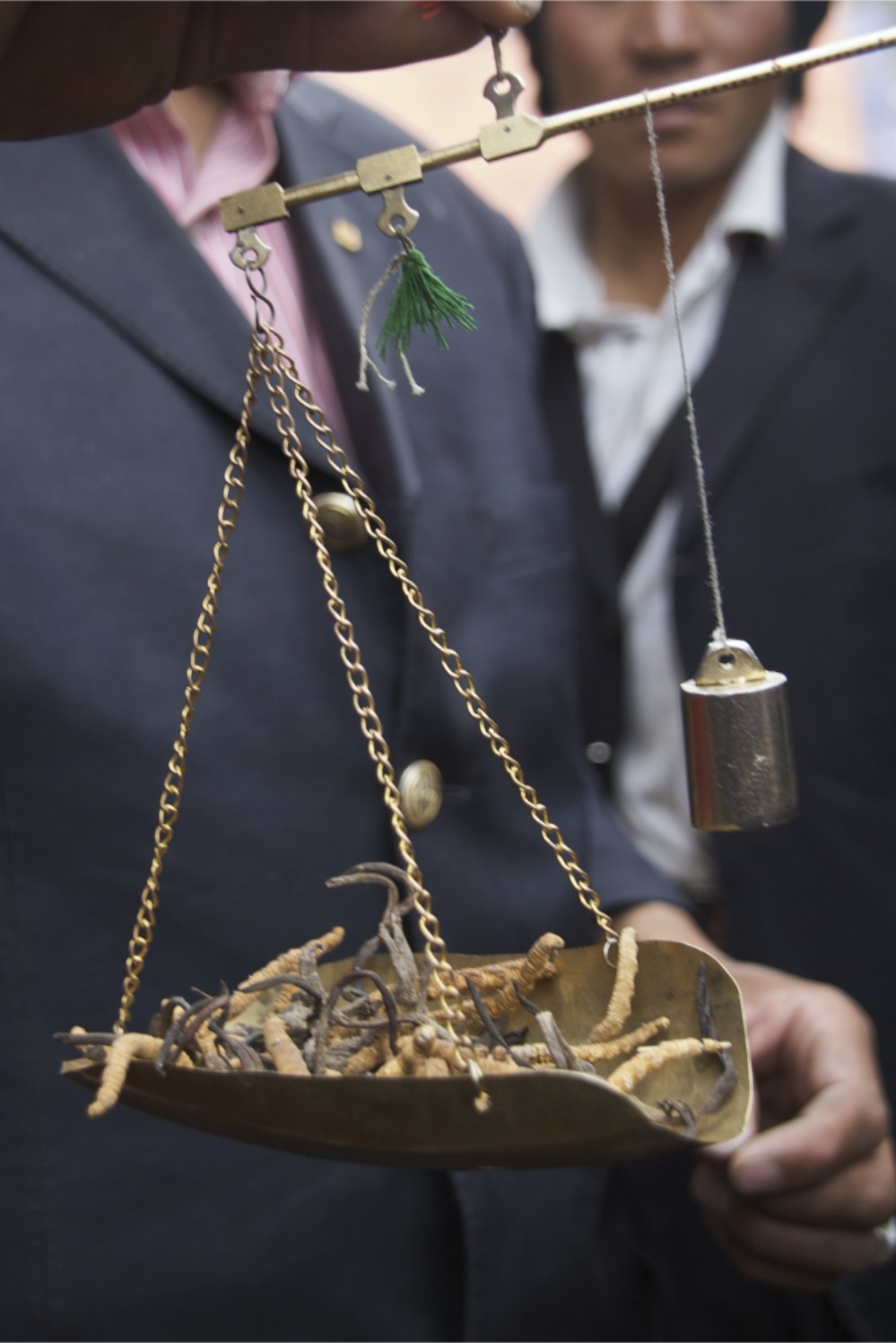
Cordyceps-gombát mérnek az egyik kínai piacon.
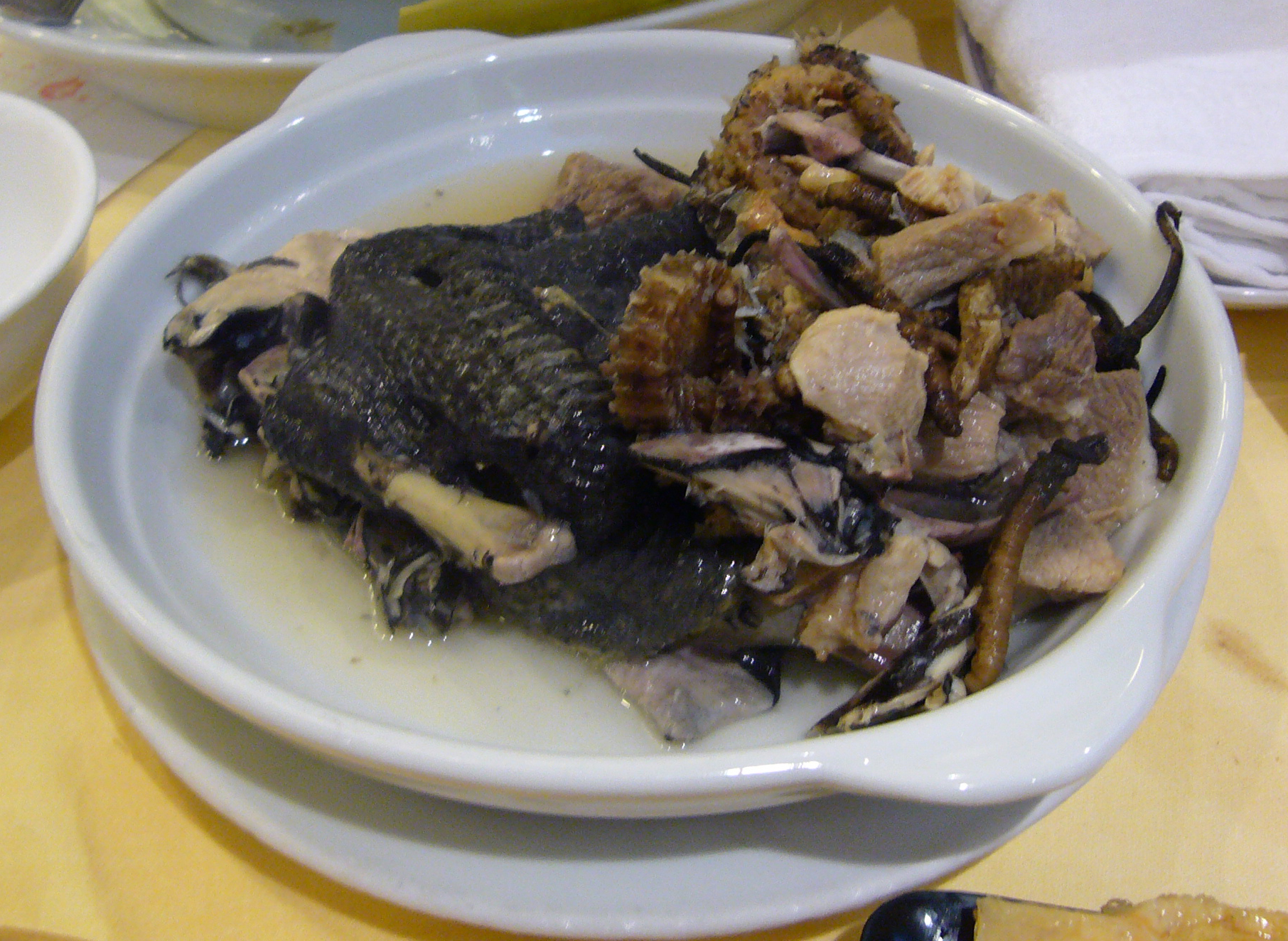
Kínai silkie leves, Csikóhal és cordyceps.

## Fordítás
- Ez a szócikk részben vagy egészben  a   Cordyceps című angol Wikipédia-szócikk ezen változatának fordításán alapul.  Az eredeti cikk szerkesztőit annak laptörténete sorolja fel. Ez a jelzés csupán a megfogalmazás eredetét és a szerzői jogokat jelzi, nem szolgál a cikkben szereplő információk forrásmegjelöléseként.